# Lotononis varia
Lotononis varia är en ärtväxtart som först beskrevs av Ernst Meyer, och fick sitt nu gällande namn av Ernst Gottlieb von Steudel. Lotononis varia ingår i släktet Lotononis och familjen ärtväxter. Inga underarter finns listade i Catalogue of Life.